# Fritzi Harmsen van Beek
Frederike Martine (Fritzi) ten Harmsen van der Beek (Blaricum, 28 juni 1927 – Groningen, 4 april 2009) was een Nederlandse schrijfster, dichteres en tekenares. Haar oeuvre is klein, maar toch rekenen sommigen haar tot de beste Nederlandstalige dichters van de 20e eeuw. Ze publiceerde onder zowel haar officiële achternaam Ten Harmsen van der Beek als de verkorte naam F. Harmsen van Beek.

## Levensloop
Harmsen van Beek was de dochter van de illustratoren Eelco Martinus ten Harmsen van der Beek (1897-1953) en Freddie Langeler (1899-1948). Als kind hielp ze mee met het inkleuren van de tekeningen voor de stripreeks Flipje, die haar ouders maakten. Ze woonde enkele jaren in Frankrijk, waar ze de Fransman Eric de Mareschal trouwde. Met hem kreeg ze een zoon. In Frankrijk maakte ze kennis met het originele en absurdistische werk van Henri Michaux, dat haar zeer aansprak en een inspiratiebron vormde voor haar eigen werk. Het huwelijk met De Mareschal hield geen stand en Harmsen van Beek keerde met haar zoon terug naar de ouderlijke woning in Blaricum.

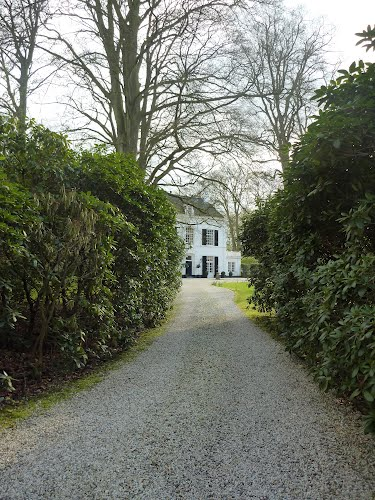
Jagtlust (Blaricum), 2016

Na de dood van haar vader in 1953 joegen zij en haar broer Hein het familiekapitaal, dat haar ouders verdiend hadden met onder meer de Flipje-boekjes, er in snel tempo doorheen. Toen de ouderlijke woning door geldgebrek niet meer betaald kon worden, werd de leegstaande Blaricumse villa Jagtlust aan de Eemnesserweg gekraakt. Jagtlust werd dankzij de bemoeienis van ambtenaar Reindert Marsman, de vader van J. Bernlef, op 5 juni 1955 voor 65.000 gulden aangekocht door de gemeente Amsterdam. Harmsen van Beek werd als huismeester aangesteld.
Op het Boekenbal van 1956 ontmoette Harmsen van Beek de dichter Remco Campert, die vrijwel direct bij haar introk. Het stel trouwde eind 1957. Jagtlust groeide uit tot een ontmoetingsplaats van de zogenaamde 'Leidsepleinscene', een bonte verzameling van Amsterdamse dichters, schrijvers, journalisten, acteurs en schilders, onder wie Simon Vinkenoog, Theo Sontrop, Ed van der Elsken, Rijk de Gooyer, Cees Nooteboom en G.K. van het Reve. Tijdens de bijeenkomsten stond niet zo zeer de artistieke creativiteit centraal, maar men kwam naar Blaricum om te drinken, te vrijen, te slapen en op het dak in de zon te zitten. Harmsen van Beek had op dat moment nog niet gepubliceerd, maar haar rol als gastvrouw in de villa zorgde ervoor dat ze in beperkte kring steeds bekender werd. In Brief uit Amsterdam uit Op Weg naar het Einde (1963) van Reve komt F. Harmsen van Beek voor als "Mevrouw Oofi". Ook de bundel Alle Dagen Feest van Campert is gebaseerd op het leven in Jagtlust. Tirade was in 1958 het eerste tijdschrift dat een gedicht van Harmsen van Beek plaatste.
Het huwelijk met Campert werd in 1960 ontbonden. Daarna volgde een lange reeks partners, onder wie Peter Vos. In 1965 maakte ze haar debuut met de dichtbundel Geachte Muizenpoot en andere gedichten. Haar faam was haar dankzij publicaties in tijdschriften al vooruitgesneld, zo had Hugo Claus haar voor haar debuut al eens "de beste hedendaagse dichter" genoemd. In de jaren daaropvolgend publiceerde ze zowel verhalen als gedichten. Ook maakte ze subtiele, minutieuze tekeningen, die onder andere in Vrij Nederland gepubliceerd werden.
Eind jaren zestig verminderde de aandacht voor Jagtlust. De vrienden van voorheen bleven weg en het huis vervuilde mede door de vele katten. In 1971 berichtte de gemeente Amsterdam dat Jagtlust per 31 mei 1971 ontruimd moest worden. Het buiten was verkocht voor 200.000 gulden aan een projectontwikkelaar. Bevriende schrijvers en uitgevers legden daarop geld bijeen, waarmee voor Harmsen van Beek een huisje in het Groninger dorp Garnwerd werd gekocht. Hoewel ze nog publiceerde en incidenteel een optreden verzorgde, leefde Harmsen van Beek in Garnwerd een teruggetrokken leven. In 1975 ontving ze de Lucy B. en C.W. van der Hoogtprijs en in 1994 de A. Roland Holst-Penning. Ze had een jarenlange relatie met de schilder Matthijs Röling. In 2006 overleed haar zoon Gilles de Mareschal. In 2007 verruilde ze haar woning voor een verzorgingstehuis. Ze overleed op 4 april 2009. Vier dagen later vond in besloten kring de crematieplechtigheid plaats.

### Oorspronkelijk werk
Het werk van Fritzi Harmsen van Beek is verschenen bij uitgeverij De Bezige Bij, Amsterdam.
- Geachte Muizenpoot en achttien andere gedichten (1965)
- De verdoolde kus (1967)
- Wat knaagt? (verhalen) (1968)
- Neerbraak (verhalen) (1969)
- Gewone Piet en andere Piet (1969), verhaal in (facsimile van) handschrift met tekeningen, Amsterdam, Uitgeverij Thomas Rap
- Hoenderlust (proza) (1973)
- Kus of ik schrijf (1975)
- Het kroost van Aagt Morsebel (1981)
- Voor je tentoonstelling (1985), brief aan Charlotte Mutsaers[2]

postuum
- Ze schrijft met haar stem (2010, luisterboek met opnames van 13 juli 1989)
- In goed en kwaad (2012, verzameld werk)

### Vertaling
- Plume (vertaling van Un certain Plume van Henri Michaux, in: Verschijningen, J.M. Meulenhoff, 1972).

## Over Fritzi Harmsen van Beek
- Frida Balk-Smit Duyzentkunst: Fritzi en de sprookjes - Portret en zelfportret van Fritzi ten Harmsen van der Beek. Thomas Rap, Amsterdam, 1996. ISBN 90 6005 447 4
- Annejet van der Zijl: Jagtlust. Meulenhoff, Amsterdam, 1998. Herziene tweede druk, Nijgh & Van Ditmar, Amsterdam, 2005. ISBN 90 388 8732 9
- Annie van den Oever: Fritzi en het groteske. De Bezige Bij, Amsterdam, 2003. ISBN 978 90 234 1272 4
- August Hans den Boef, Joost Kircz: Onbegonnen werk - De ontvangst van het oeuvre van F. Harmsen van Beek een casestudy. Uitgeverij kleine Uil, Groningen, 2015. ISBN 978 94 92190 10 9
- Maaike Meijer: Hemelse mevrouw Frederike. De Bezige Bij, Amsterdam, 2018. ISBN 978 94 031 3600 4